# West Argyle Street
West Argyle Street (noto anche come Little Saigon, New Chinatown, Argyle Square, Asia on Argyle o Argyle Park) è un quartiere storico nel nord Uptown, un distretto commerciale di Chicago, in Illinois. È stato inserito nel registro nazionale dei luoghi storici il 3 giugno 2010. La comunità risiede su un'area di circa 0, 17 km2 e i suoi confini sono: Glenwood Avenue a ovest, Winona Street a nord, Sheridan Road a est e Ainslie Street a sud. Fu sede degli Essenay Studios, negli anni 1920, fondati da Charlie Chaplain, produttore di film muti prima di trasferirsi nel sud della California a Hollywood. Gli Essenay Studios ora ospitano il St. Augustine College.

## Storia
L'area del quartiere storico, si sviluppò nel 1880 come sobborgo chiamato Argyle Park. Prese il nome dall'Alderman di Chicago, James A. Campbell, per la sua discendenza dai Duchi di Argyll in Scozia. Il quartiere era incentrato su una stazione sulla nuova linea Chicago & Evanston della Chicago, Milwaukee e St. Paul Railway inaugurata nel maggio 1885. L'insediamento, insieme al resto della Lake View Township, fu annesso a Chicago nel 1889. Nel 1908 la Northwestern Elevated Railroad fu estesa a nord di Wilson Avenue, utilizzando i binari della Chicago, Milwaukee e St. Paul Railroad. Ciò collegava il sobborgo alla rete a "L" di Chicago, e l'area divenne popolare per persone di limitate risorse che volevano vivere sulla riva del lago Michigan. I binari della ferrovia furono elevati su un terrapieno tra il 1914 e il 1922. 

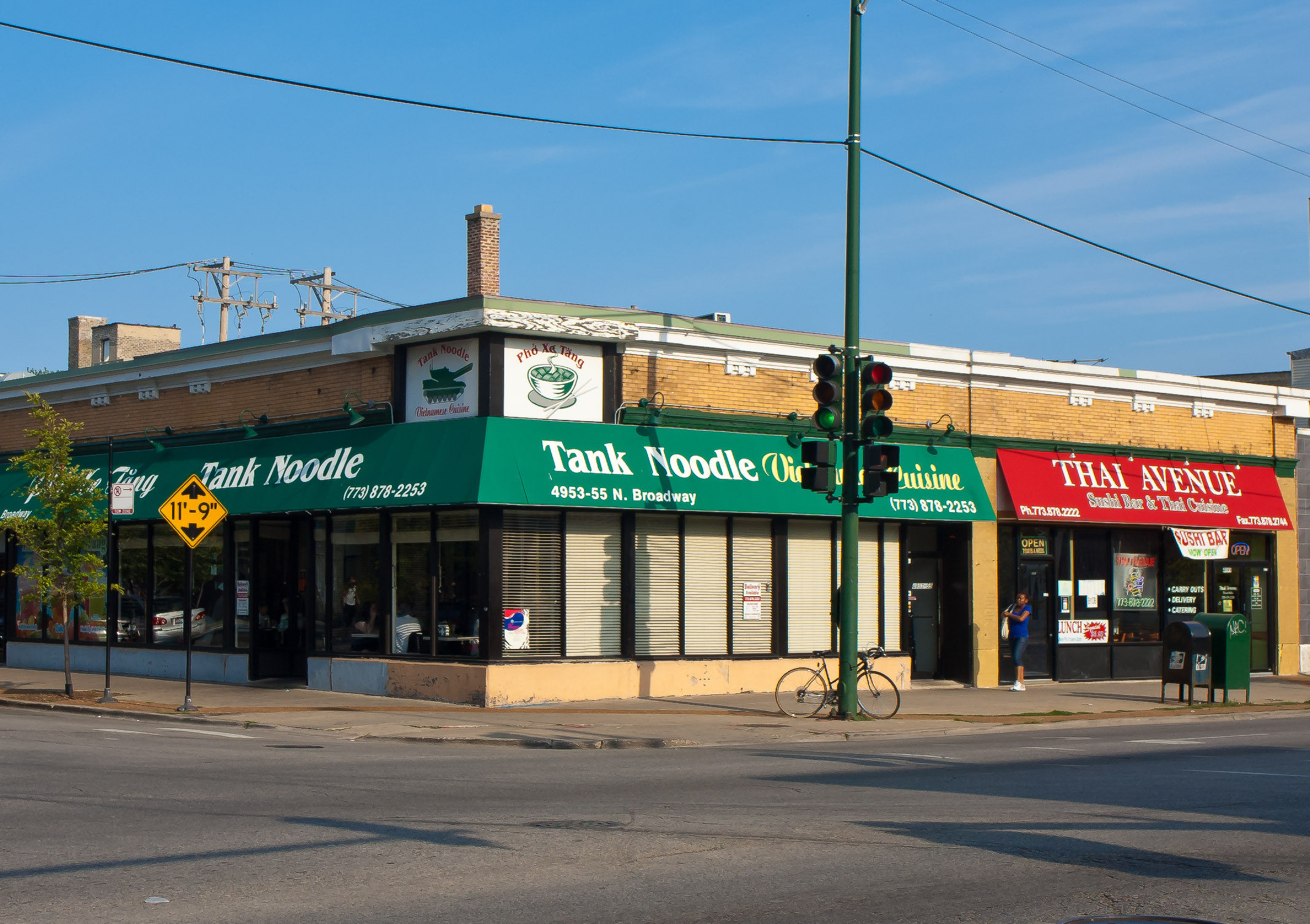
Ristoranti vietnamiti e tailandesi all'angolo di Argyle Street e Broadway.

Il ristoratore di Chicago, Jimmy Wong, acquistò una proprietà nell'area, negli anni 1960, e pianificò la sua rinascita come New Chinatown. Immaginò un centro commerciale con pagode, alberi e stagni riflettenti per sostituire il lungo lago ormai abbandonato. La Hip Sing Association, un gruppo culturale cinese, trasferì i suoi uffici a Chicago in Argyle Street nel 1971, e nel 1974 Wong e la Hip Sing Association possedevano l'80% di tre isolati su Argyle. Wong ebbe un incidente e non riuscì a completare i suoi progetti. Nel 1979 Charlie Soo, fondatore della Asian American Small Business Association, accettò la sfida e l'area si sviluppò non solo come enclave cinese, ma includendo anche aziende vietnamite, laotiane, cambogiane e giapponesi. Soo fece una campagna per convincere la Chicago Transit Authority a ristrutturare la stazione Argyle 'L' con un investimento di 250000 $, poi nel 1981 fondò il Taste of Argyle, un festival annuale del cibo. Ottenne anche fondi dal sindaco di Chicago, Jane Byrne, per riparare i marciapiedi, e in seguito dal sindaco Harold Washington per ristrutturare le facciate degli edifici. In seguito al suo instancabile lavoro di promozione del quartiere, Soo sarebbe stato in seguito noto come il "Sindaco di Argyle Street". Nel 1986 si stima che l'Uptown avesse circa 8000 residenti cinesi e vietnamiti.
La concentrazione di ristoranti, panifici e negozi vietnamiti e delle attività cinesi, cambogiane, laotiane e tailandesi lungo Argyle Street, incentrate sulla stazione "L" di Argyle, hanno portato il quartiere a essere soprannominato New Chinatown, Little Saigon o Little Vietnam. Il 3 giugno 2010 l'area delimitata approssimativamente da Broadway a ovest, Winona Street a nord, Sheridan Road a est e Ainslie Street a sud è stata inserita nel National Register of Historic Places.